# Leno
Leno är en ort och kommun i provinsen Brescia i regionen Lombardiet i Italien. Kommunen hade 14 249 invånare (2018).